# Old Man’s Child
Old Man’s Child ist eine Metal-Band aus Norwegen, deren Stil sich aus früheren Death-Metal-Einflüssen in einen symphonischen Black Metal mit typischen Thrash-Metal-Riffs entwickelte.
Zurzeit besteht Old Man’s Child nur aus Galder (bürgerlich Tom Rune Andersen) und von Album zu Album wechselnden Schlagzeugern.

## Diskografie
- In the Shades of Life (Demo, 1994; Wiederveröffentlichung 1996)
- Born of the Flickering (1995; Wiederveröffentlichung mit neuer Gestaltung 1996)
- The Pagan Prosperity (1997)
- Ill-natured Spiritual Invasion (1998)
- Sons of Satan Gather for Attack (Split-EP mit Dimmu Borgir, 1999; Wiederveröffentlichung 2004)
- Revelation 666 – The Curse of Damnation (2000)
- In Defiance of Existence (2003)
- The Historical Plague (Box-Set mit 5 Picture-LPs, 2003)
- Vermin (2005)
- Slaves of the World (2009)